# Shui Hua
En una onomàstica xinesa Shui es el cognom i Hua el prenom.
Shui Hua (xinès simplificat: 水华) (Nanjing 1916 - Pequín 1995). Actor teatral i director de cinema xinès. Alguns crítics han definit a Shui com el  cineasta per excel·lència en el procés d'adaptació d'obres literaries al cinema amb una gran fidelitat  al text original.

## Biografia
Shui Hua , també conegut com  Zhang Shuihua (张水华), es el nom de ploma de Zhang Yufan (张毓番), va  néixer el 23 de novembre de 1916 a Nanjing (Xina). Va estudiar dret a la Universitat Fudan (复旦大学) a Shanghai  entre 1933 i 1936, i després va anar a estudiar al Japó.
Durant la segona guerra sino-japonesa va participar en activitats artístiques de caràcter patriòtic a Wuhan , Changsha i Chongqing, després, el 1940, es va traslladar a Yan'an on es va afiliar al Partit Comunista de la Xina.

#### Actor de teatre
El 1940 a Yan'an va començar la seva activitat al teatre. Va estudiar el mètode Stanislavski, que després va aplicar al cinema en la direcció dels actors.

#### Carrera cinematogràfica
El 1940, va iniciar la seva trajectòria en el cinema, colaborant amb el director Wang Bin amb  qui va codirigir "Man with a Gun". El 1949 es va incorporar als estudis  Northeast Studio (东北电影制片厂) i l'any 1950 va dirigir la seva primera pel·lícula 白毛女 (La xica dels cabells blancs) o (Bai Mao Nü (pel·lícula), que va guanyar el Premi Especial d'Honor al 6è Festival Internacional de Cinema de Karlovy Vary i el Primer Premi a la pel·lícula excel·lent del Ministeri de Cultura de Xina. Considerada com una obra mestre del Realisme socialista, filmada a l'estudi de cinema de Chagchun, també amb la col·laboració de Wang Bin. Pel·lícula en blanc i negre basada en un guió adaptat d'una òpera creada a Yan'an i inspirada en fets llegendaris; va ser prohibida durant la Revolució Cultural.
El 1954 va filmar "La Terra" (土地), una pel·lícula en blanc i negre poc coneguda dedicada al moviment de reforma agrària dut a terme sota el lideratge del Partit Comunista a la regió de Zhulin (竹林乡) la tardor de 1930.
El 1959, va filmar un altre gran clàssic, "La botiga de la família Lin" (林家铺子), basat en un guió adaptat per Xia Yan  del conte homònim de Mao Dun. Aquesta pel·lícula va ser seguida dos anys més tard per un altre gran èxit: A Revolutionary Family (革命家庭), que va guanyar el premi al millor guió als Premis Cent Flors (百花奖) el 1962.
El 1965, va rodar "Eternal Life in the Fire" (烈火中永生) una pel·lícula dramàtica escrita per Xia Yan, Luo Guangbin, Yang Yiyan i protagonitzada per Yu Lan i  Zhao Dan.
Després de la Revolució Cultural, Shui va tornar a rodar, amb films com  "Regrets of the Past" (伤逝) el 1981, basat en un conte de Lu Xun  i "Blue Flower" (蓝色的花) el 1984.
L'any 1995, quan es commemorava el 100è aniversari del naixement del cinema mundial i el 90è aniversari del naixement del cinema xinès, Shui va guanyar el China Film Century Award.

## Filmografia destacada
| Any  | Títol xinès | Títol anglès           |
| ---- | ----------- | ---------------------- |
| 1950 | 白毛女      | The White Haired Girl  |
| 1954 | 土地        | Land                   |
| 1959 | 林家铺子    | The Lin Family Shop    |
| 1960 | 革命家庭    | A Revolutionary Family |
| 1965 | 烈火中永生  | Eternity in Flames     |
| 1981 | 伤逝        | Regret for the Past    |
| 1984 | 蓝色的花    | Blue Flowers           |